# Porte Saint-Nicolas (Ervy-le-Châtel)
Pour les articles homonymes, voir Porte Saint-Nicolas.
La porte Saint-Nicolas est une porte de ville située à Ervy-le-Châtel, en France.

## Description
La porte Saint-Nicolas est constituée de deux tours en pierre. Un passage pour les piétons et une route passent sous cette porte.

## Localisation
La porte de ville est située sur la commune d'Ervy-le-Châtel, dans le département français de l'Aube.

## Historique
La porte Saint-Nicolas a été construite au XVIe siècle et porte son nom d'une petite statuette située au centre de la porte. C'est la seule porte médiévale restant dans l'Aube.

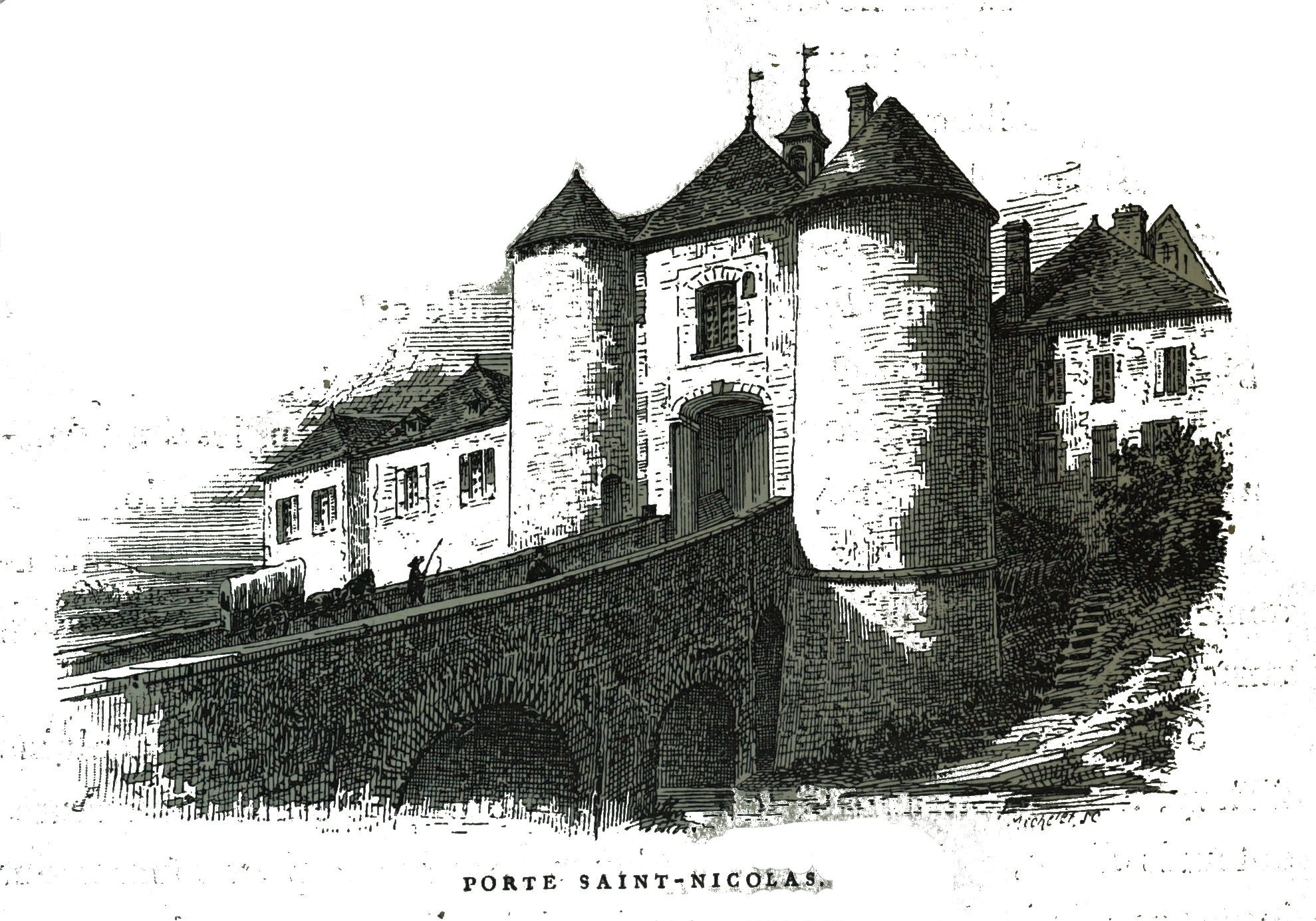
L'ancienne porte Saint-Nicolas.

Lorsque la ville était entouré de remparts et fossés, elle permettait l’accès à la ville avec la porte Saint-Antoine qui fut démolie au début du XVIIIe siècle ; une troisième entrée fut pratiquée au nord en 1836. Les tours de la porte ont été reconstruites en 1837. La tour nord était une prison de passage et la porte accueillait l'auditoire de justice. Le pont-levis a été remplacé par un pont en pierre. 
L'édifice est inscrit au titre des monuments historiques en 1926